# St. Georg (Waltershausen)

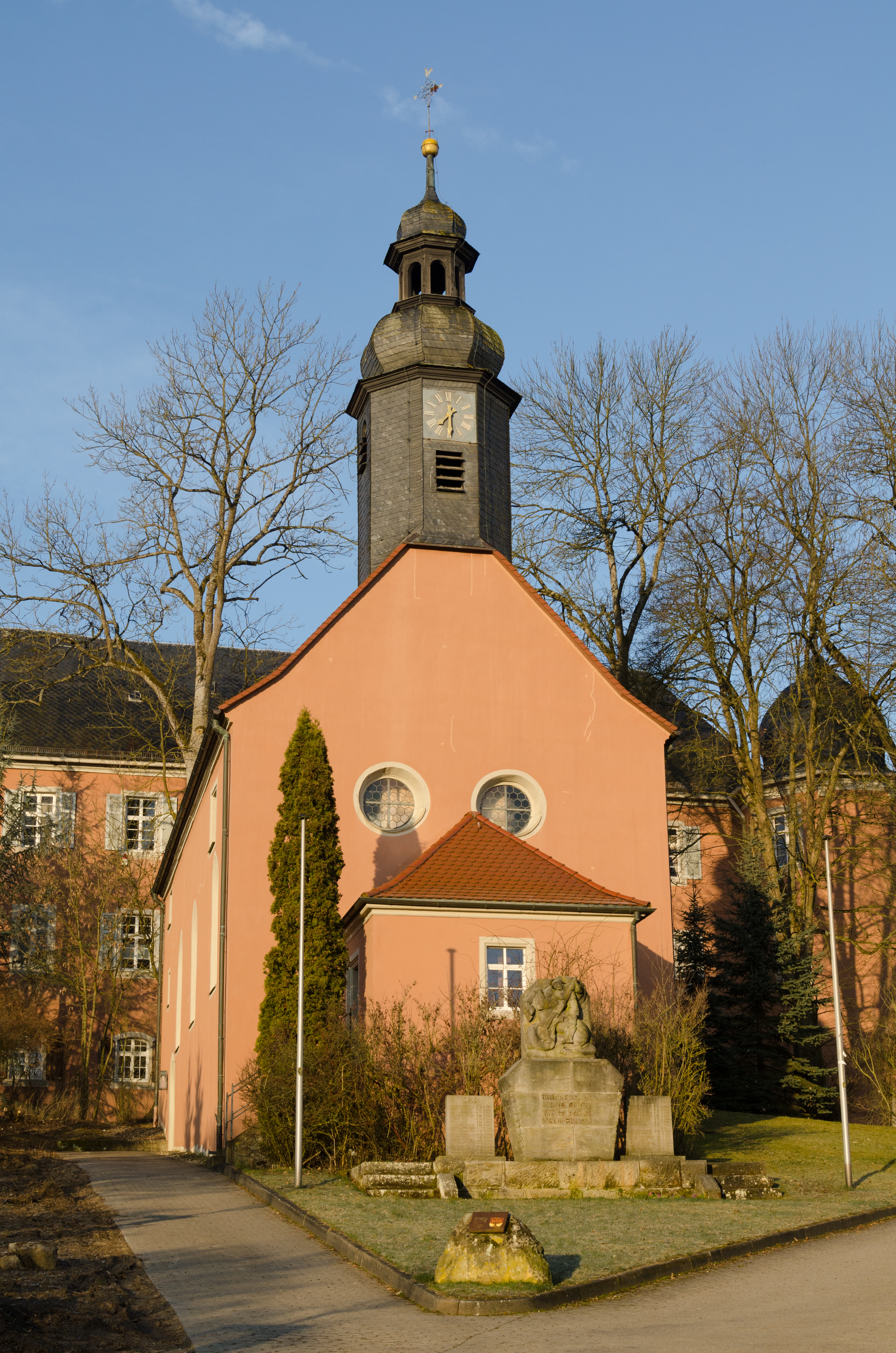
St. Georg (Waltershausen)

Die denkmalgeschützte, evangelisch-lutherische Pfarrkirche St. Georg steht in Waltershausen, einem Gemeindeteil des Marktes Saal an der Saale im Landkreis Rhön-Grabfeld (Unterfranken, Bayern). Die Kirche ist unter der Denkmalnummer D-6-73-160-35 als Baudenkmal in der Bayerischen Denkmalliste eingetragen. Die Kirchengemeinde gehört zum Dekanat Bad Neustadt an der Saale im Kirchenkreis Ansbach-Würzburg der Evangelisch-Lutherischen Kirche in Bayern.

## Geschichte
Die im Kern gotische Saalkirche wurde anstelle eines Vorgängerbaus von 1484 bis 1485 vor dem Schloss Waltershausen von Christoph Marschalk von Ostheim erbaut. Das heutige Erscheinungsbild stammt im Wesentlichen aus dem 16. Jahrhundert. Sie wurde vorreformatorisch zu Ehren des heiligen Georg geweiht. 1693 wurde östlich die Sakristei angebaut. Um jeden Gottesdienstbesucher einen Platz anbieten zu können, ließ 1696 Philipp Erdmann Marschalk von Ostheim die Kirche erweitern.

## Beschreibung
Aus dem Satteldach des Langhauses erhebt sich im Osten ein achteckiger, schiefergedeckter, mit einer Welschen Haube bedeckter Dachreiter, der die Turmuhr und den Glockenstuhl beherbergt.
Der Innenraum ist geprägt von einer zweiseitigen, doppelstöckigen Empore. An den Wänden befinden sich die Epitaphien der Marschalk von Ostheim.

### Ehrenmal
Am Aufgang in Richtung Kirche steht vor der Sakristei auf der Ostseite ein aus Sandstein erbautes Ehrenmal zur Erinnerung an die im Kriege Gefallenen und vermissten Kriegsteilnehmer. Das Denkmal besteht aus einer Statue des heiligen Georgs. Er wird als Reiter und als Drachentöter ab dem 12. Jahrhundert dargestellt. Bereits im 7. Jahrhundert war er der Wichtigste der Heilige der Soldaten.

### Orgel
Orgelmacher Johann Adam Schöpfer zu Hofingen baute 1696 eine neue Orgel ein. Die alte Orgel wurde 1769 wegen ihres vortrefflichen Klangs mit der neuen verbunden. Orgelbauer war Johann Ernst Döring aus Ostheim v.d. Rhön. 1784 wurde die alte Orgel verkauft. 1903 erfolgte dann die Aufstellung einer neuen pneumatischen Orgel, da die alte völlig unbrauchbar geworden war. Das alte Gehäuse wurde renoviert und wieder verwendet. Durchgeführt wurden die Arbeiten durch die Firma G. F. Steinmeyer & Co. in Oettingen. An der Südseite vom Altarraum, zur Orgelempore, wurde eine neue Treppe eingebaut. 1946 wurde eine gründliche Überholung durch den Orgelbaumeister Hochrein aus Münnerstadt durchgeführt. 1950 wurde die Orgel durch den Einbau eines elektrischen Gebläses modernisiert. 1991 wurde die Orgel erneuert. Die neue unter Opus 222 von der Hey Orgelbau gebaute  Orgel verfügt über 14 Registern, zwei Manualen und einem Pedal. Sie wurde über dem Kanzelaltar platziert, gegenüber der Patronatsloge.

### Kanzel mit Schalldeckel
Die Kanzel mit ihrem Schalldeckel stammt aus der Barockzeit. Sie entstand um 1700. Auf den Flächen zwischen den Ecksäulen der Kanzel sind die vier Evangelisten Matthäus, Markus, Lucas und Johannes abgebildet. Konnte der damalige Dekan Johann Friedrich Nenninger aus zeitlichen Gründen keine Predigt halten, so wurde Friedrich Hölderlin damit beauftragt, hier zu predigen. Dieser arbeitete von Dezember 1793 bis Januar 1795 als Hauslehrer bei der Familie Kalb auf Schloss Waltershausen.